# Centro de Tecnología Religiosa
El Centro de Tecnología Religiosa (en inglés Religious Technology Center, RTC) es una corporación estadounidense sin ánimo de lucro que fue fundada en 1982 por la Iglesia de la Cienciología para controlar y supervisar el uso de todas las marcas registradas, símbolos y textos de la Cienciología y la Dianética. Aunque el RTC controla su uso, esas obras son propiedad de otra corporación, la Iglesia de la Tecnología Espiritual, que tiene como negocio la Biblioteca L. Ronald Hubbard del Condado de Los Ángeles, California.
Si bien ejerce autoridad sobre el uso de todos los materiales de la Dianética y la Cienciología, el RTC afirma que no está involucrada en la administración diaria de la Iglesia de la Cienciología; ese papel se asigna a una corporación separada, la Iglesia de la Cienciología Internacional (Church of Scientology International, CSI). Según el sitio web del RTC, "el RTC se destaca como un organismo externo que protege la religión de la Cienciología y actúa como el árbitro final de la ortodoxia" y su propósito declarado es "proteger al público de la mala aplicación de la tecnología y asegurarse de que las tecnologías religiosas de la Dianética y la Cienciología permanezcan en las manos apropiadas y se administren adecuadamente".
Desde 1986, David Miscavige es presidente de la junta directiva de la organización.
En un memorando de 1993 de la Iglesia de la Cienciología Internacional, se proporcionó la siguiente información al Servicio de Impuestos Internos con respecto al papel y las funciones del RTC, su personal y sus ingresos:

el RTC [...] posee las marcas religiosas y la tecnología avanzada de la Cienciología. Otorga licencias de las marcas a CSI para sublicencias a iglesias subordinadas y otorga directamente licencias de tecnología avanzada a iglesias apropiadas. A través de esta estructura, el RTC asegura que la práctica de la religión de la Cienciología dentro de la jerarquía eclesiástica bajo la autoridad de CSI como Iglesia Madre sigue siendo estrictamente ortodoxa, de acuerdo con las Escrituras de la Cienciología. Esta iglesia tiene un personal de aproximadamente 50 personas y un presupuesto anual de aproximadamente $6.6 millones, basado en sus desembolsos anuales del año más reciente para el cual se dispone de estados financieros.

Según el portavoz de la Cienciología Eric Roux, el RTC garantiza la "pureza y funcionalidad de la Cienciología en el futuro" participando así en programas para "restaurar, preservar, mantener y mantener incorrupta" la "tecnología religiosa" de la Iglesia.